# Республика Островов Зелёного Мыса
Республика Островов Зелёного Мыса — название Республики Кабо-Верде во время правления просоциалистического правительства. 5 июля 1975 года после получения независимости президент Амилкар Кабрал (он же глава ПАИГК) провозгласил социалистическое направление страны и начал устанавливать дипломатические отношения со странами соцлагеря. Особо тесные отношения страна установила в союзе с Гвинеей-Бисау, поскольку правящяя партия была объединённой. В конце концов партия потеряла власть и 6 февраля 1986 года демократы запретили использовать название страны в переводе и убрали из названия слово «ilhas» (с порт. — «острова»).